# Schönbeck
Schönbeck ist eine Gemeinde im Osten des Landkreises Mecklenburgische Seenplatte im Südosten Mecklenburg-Vorpommerns (Deutschland). Sie wird vom Amt Woldegk mit Sitz in der gleichnamigen Stadt verwaltet.

## Geografie

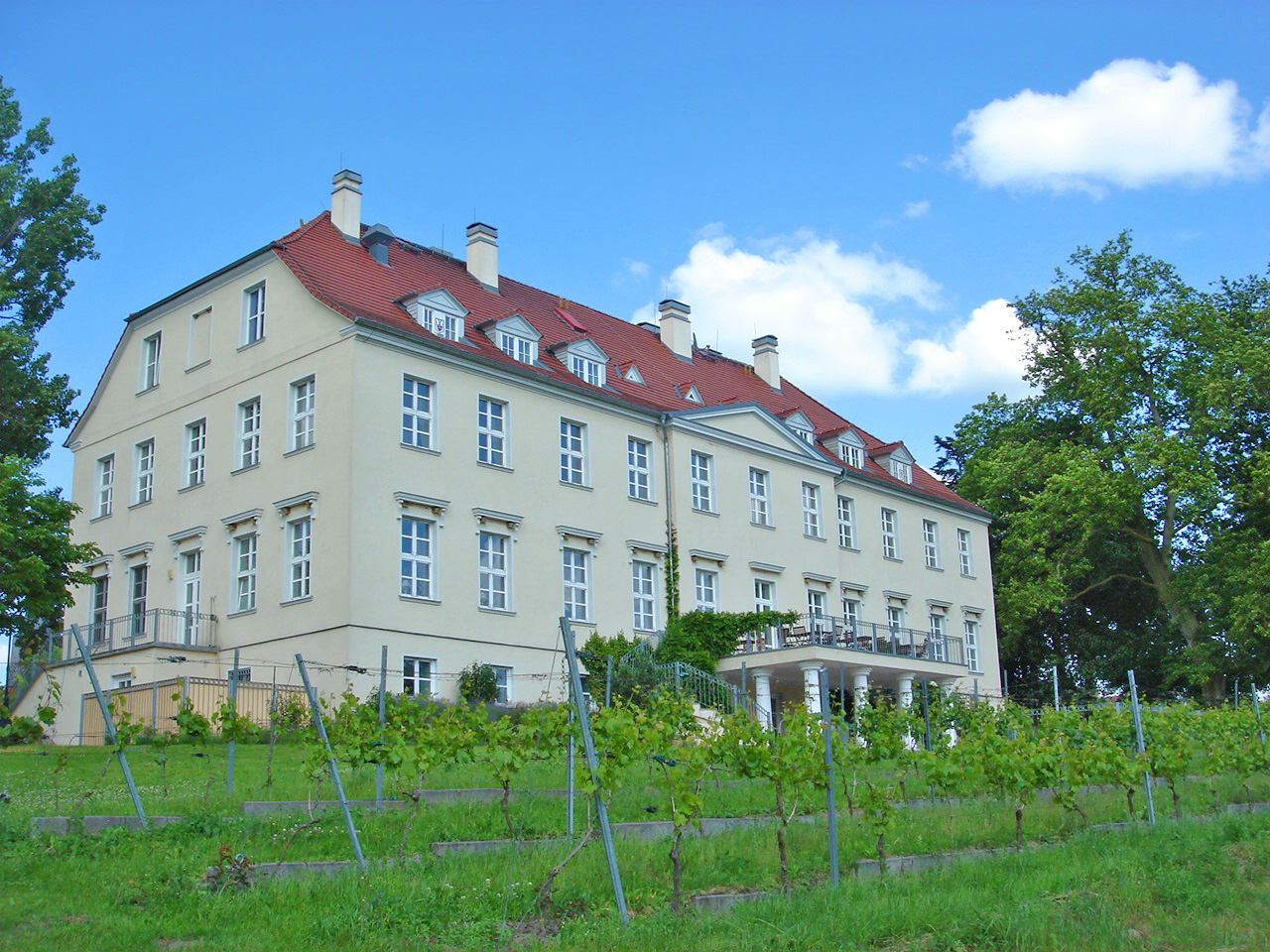
Schloss Rattey mit Weinhang

Die Gemeinde Schönbeck liegt etwa 25 Kilometer östlich von Neubrandenburg und 15 Kilometer nördlich von Woldegk. Im bewaldeten Osten des Gemeindegebiets liegt die mit 153,1 m NHN höchste Erhebung der Brohmer Berge. Durch den Ort Schönbeck fließt der Mühlenbach, der Anfang der 1970er Jahre verrohrt und später renaturiert wurde. Er fließt nördlich in Richtung Brohmer Stausee. Im Südwesten der Gemeinde befindet sich das Naturschutzgebiet Eichhorst im Schönbecker Wald. In Schönbeck befinden sich zwei artesische Brunnen, einer am ehemaligen Pfarrhaus und ein zweiter zirka 800 Meter in Richtung Nordwesten. Das Wasser ist sehr eisenhaltig und sehr schmackhaft.
Umgeben wird Schönbeck von den Nachbargemeinden Friedland im Westen und Norden, Galenbeck im Nordosten, Schönhausen im Osten, Voigtsdorf im Südosten, Groß Miltzow im Süden sowie Kublank im Südwesten.

## Ortsteile
- Charlottenhof
- Neu Schönbeck
- Poggendorf
- Rattey
- Schönbeck

## Geschichte
Das namengebende Dorf wurde 1298 als Schonebeke (ndt. „schöner Bach“) zum ersten Mal erwähnt.
Rattey: Im Jahre 1690 verlieh Herzog Gustav Adolf von Mecklenburg-Güstrow das Gut an Georg-Henning von Oertzen. Bis 1775 blieb Ratthey an die Familie von Manteuffel verpachtet. Die Oertzenschen Erben, welche das Gut für reichlich zweieinhalb Jahrhunderte besessen haben, wurden im Zuge der Bodenreform im Herbst 1945 enteignet. Das klassizistische, sanierte, zweigeschossige, Herrenhaus von 1806 war nach 1945 Flüchtlingsheim, dann Kindergarten, Post, LPG-Küche und ist seit 1998 Hotel. Besondere Bedeutung für die mecklenburgische Sozialgeschichte erlangte Rattey 1851, als das Gutsbesitzerehepaar Adolph von Oertzen (1797–1867) und Bertha, geb. von Pentz (1813–1885) hier aus eigenen Mitteln ein Rettungshaus Bethanien als Erziehungsanstalt für verwahrloste Knaben (1872 nach Neubrandenburg verlegt) sowie ein Rettungshaus Bethlehem für Mädchen gründeten.

## Wappen, Flagge, Dienstsiegel
Die Gemeinde verfügt über kein amtlich genehmigtes Hoheitszeichen, weder Wappen noch Flagge. Als Dienstsiegel wird das kleine Landessiegel mit dem Wappenbild des Landesteils Mecklenburg geführt. Es zeigt einen hersehenden Stierkopf mit abgerissenem Halsfell und Krone und der Umschrift „GEMEINDE SCHÖNBECK“.

## Sehenswürdigkeiten
- Klassizistisches Herrenhaus Rattey von 1806 mit Schlosspark und Weingarten, erbaut von Hans Christoph von Oertzen (1746–1812)[5]
- Landschaftsschutzgebiet Brohmer Berge
- Mehrere Eichen auf der Ratteyer Pferdekoppel[6]
- Museum historischer Pferdeständer
- Frühgotische Dorfkirche in Schönbeck aus der zweiten Hälfte des 13. Jahrhunderts aus Feldstein mit späterem Fachwerkturm
- Frühgotische Dorfkirche in Rattey aus der zweiten Hälfte des 13. Jahrhunderts mit Turm mit verbrettertem Dachreiter; Innen: bedeutender Schnitzaltar vom 16. Jh.
- Gedenktafel von 1992 in der Kirche des Ortsteiles Rattey für Major Hans-Ulrich von Oertzen, Widerstandskämpfer gegen den Nationalsozialismus, der nach dem gescheiterten Putsch vom 20. Juli 1944 verhaftet wurde und seinem Leben selbst ein Ende setzte

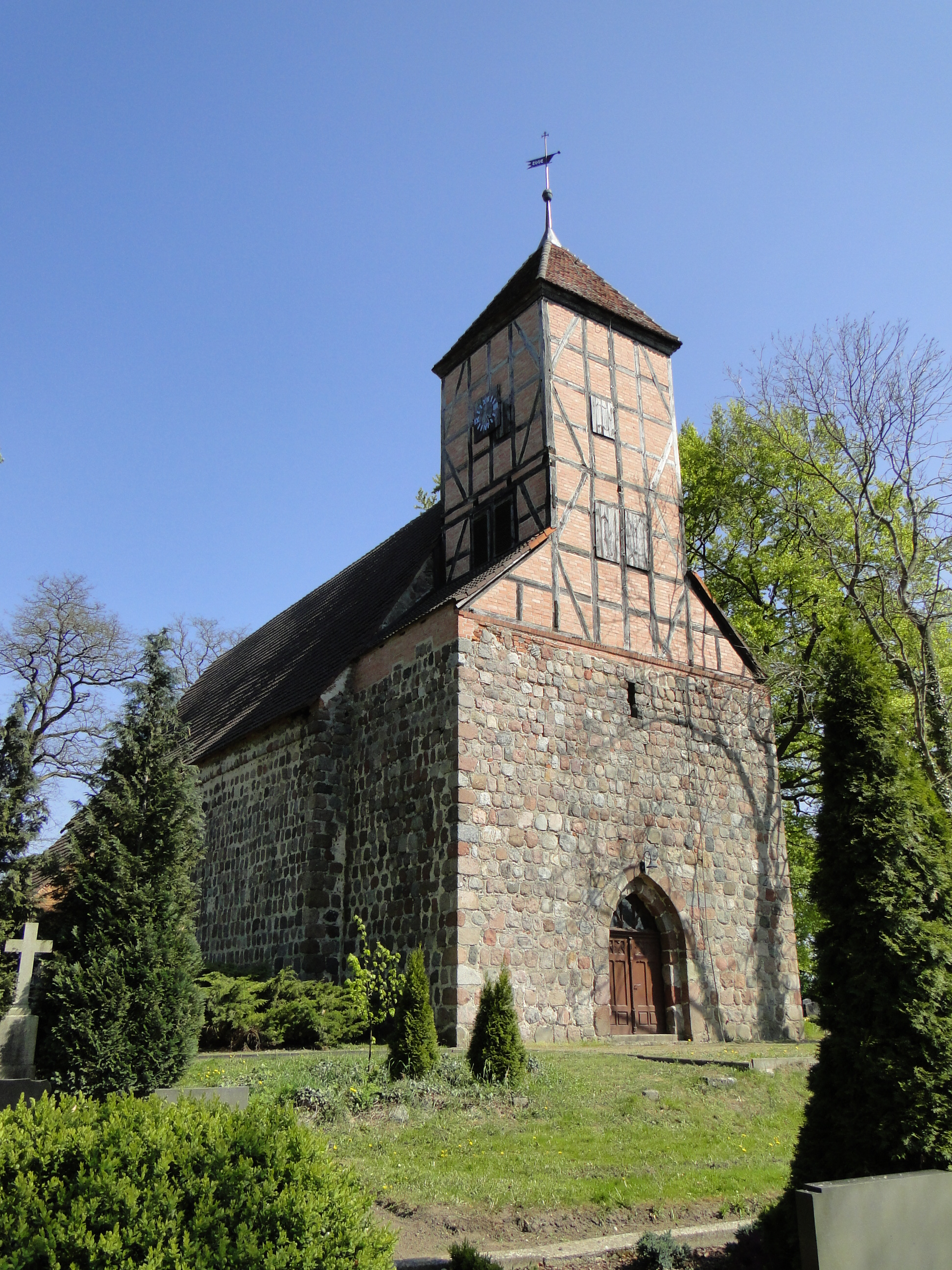
Die Dorfkirche Schönbeck
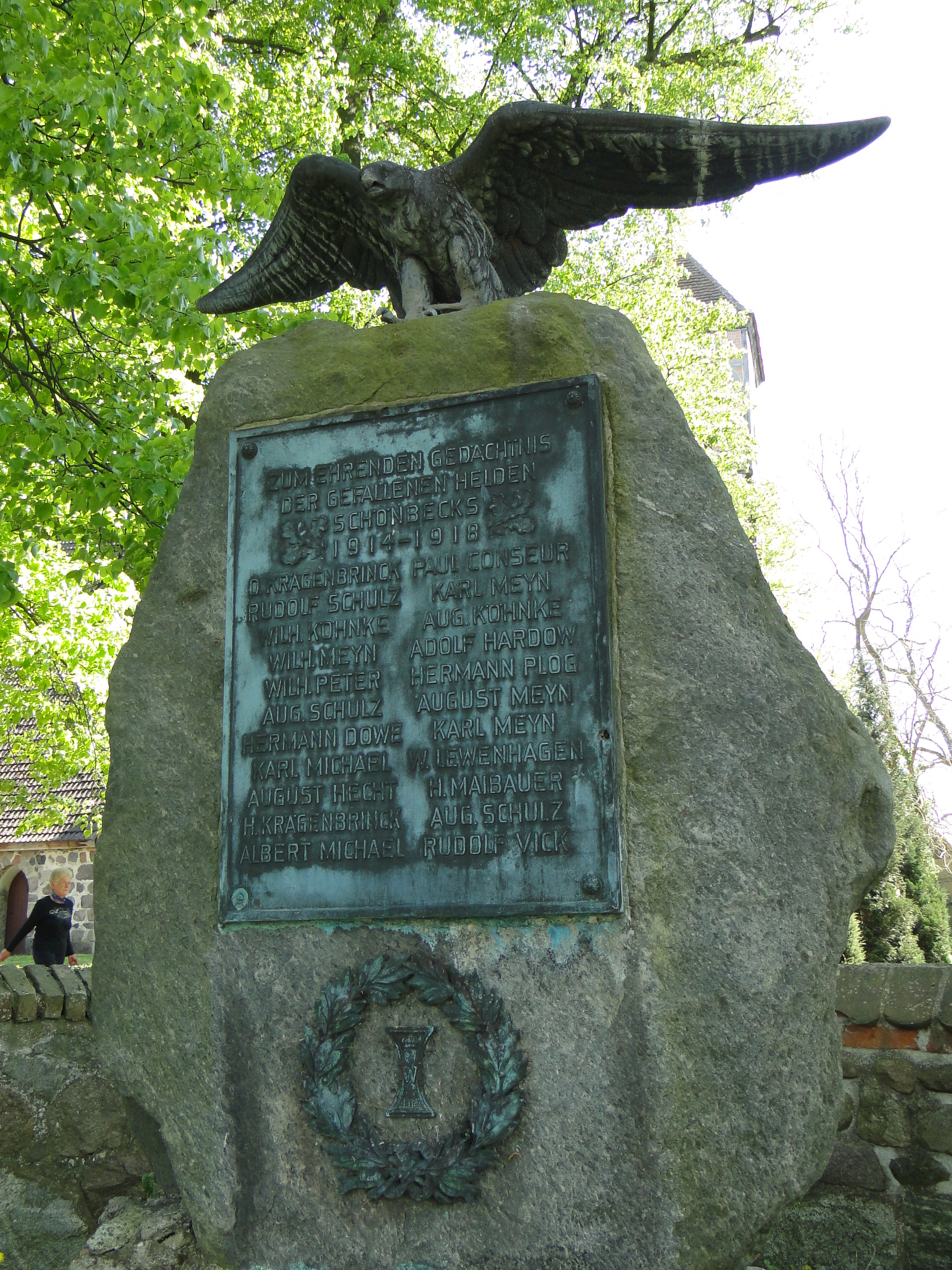
Kriegerdenkmal 1914–1918 in Schönbeck
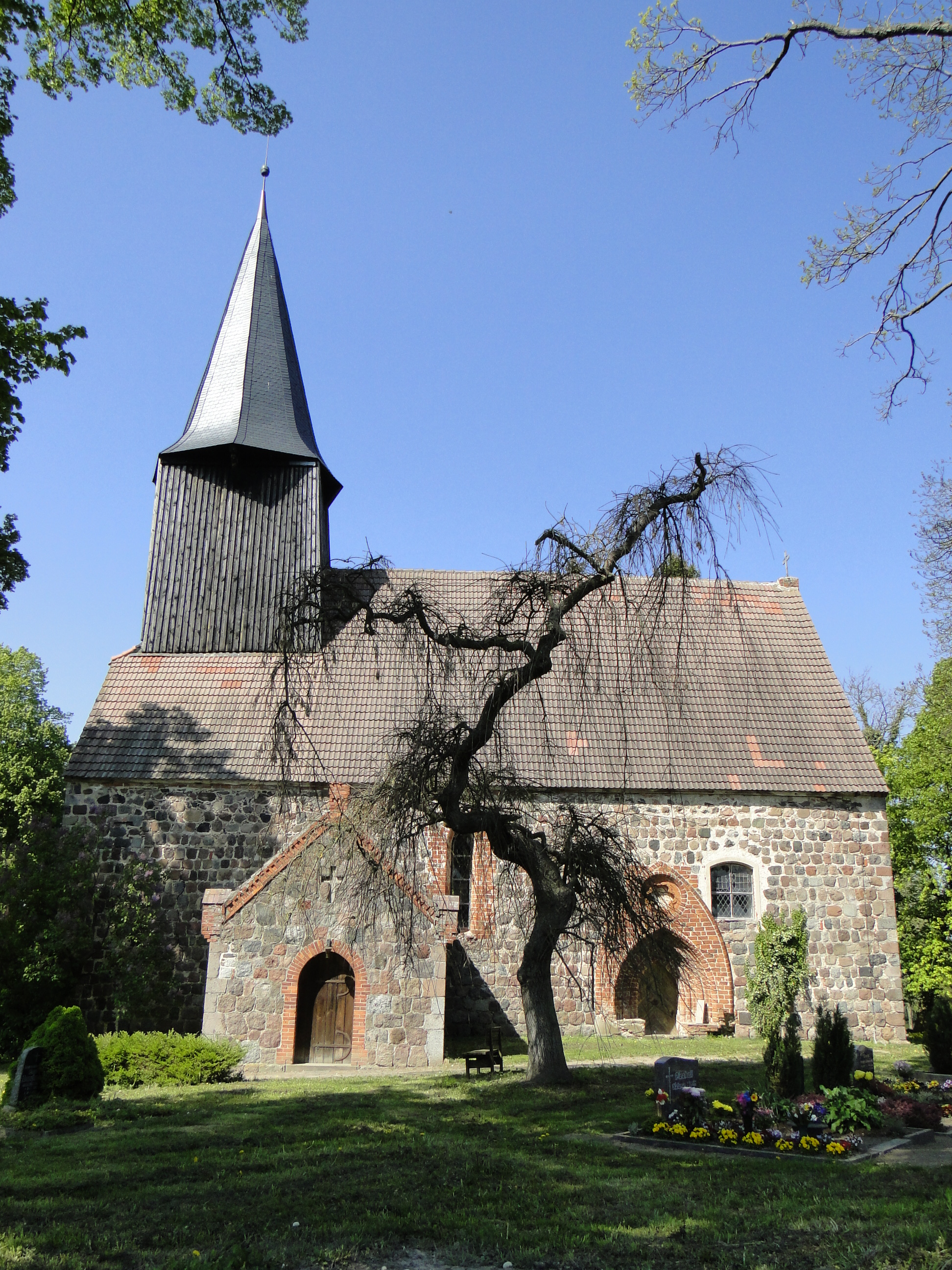
Kirche in Rattey

## Wirtschaft und Infrastruktur
Der Ortsteil Rattey ist Deutschlands nördlichster Weinort und bildet zusammen mit Burg Stargard das seit 2004 im Weingesetz anerkannte Weinbaugebiet Stargarder Land.
Die Bundesstraße 197 verläuft nordwestlich der Gemeinde. Über die Landesstraße 281 ist die etwa 4 km entfernte Anschlussstelle Friedland i. M. an der Bundesautobahn 20 zu erreichen. Der nächste Bahnhof befindet sich in Oertzenhof und ist sieben Kilometer von Schönbeck entfernt.

## Persönlichkeiten

### Schönbeck
- Ernst Sauer (1799–1873), Orgelbauer, gründete in Schönbeck seine Firma und baute hier die ersten Orgeln
- Wilhelm Langbein (1801–1840), deutscher Philologe und Gymnasiallehrer
- Wilhelm Pfitzner (1814–1905), deutscher Philologe und Gymnasialprofessor
- Wilhelm Sauer (1831–1916), Orgelbauer, verlebte seine Kindheit in Schönbeck
- August Milarch (1786–1862), regionale Leitfigur der Deutschen Befreiungskriege 1813/1815, Pastor in Schönbeck
- Wolf-Dietrich Drevs (1916–2008), schleswig-holsteinischer Landespolitiker und leitender Angestellter der Wohnungsbaukreditanstalt

### Rattey
- Adolph von Oertzen (1797–1869), Gutsbesitzer, Mitgründer der Rettungshäuser Bethanien und Bethlehem in Rattey
- Carl von Oertzen (1836–1890), Gutsbesitzer, Amtshauptmann (Drost) von Mirow
- Georg Krüger-Haye (1864–1941), evangelisch-lutherischer Theologe, Oberkirchenrat und Autor
- Elisabeth von Oertzen (1887–1938), Malerin
- Hans-Ulrich von Oertzen (1915–1944), Major i. G., Teilnehmer am Attentat vom 20. Juli 1944